# Жорж-Пико, Франсуа
Франсуа́ Жорж-Пико́ (фр. François Georges-Picot; 21 декабря 1870, Париж — 20 июня 1951, Париж) — французский дипломат в Бейруте, который во время Первой мировой войны с англичанином Марком Сайксом подписал соглашение Сайкса-Пико 16 мая 1916 года.
Этим Османская империя была разделена на британские, французские, позднее российские и итальянские сферы влияния.  

## Семья
Жорж-Пико был сыном историка Жоржа Пико и двоюродным дедом французского президента Валери Жискара д’Эстена. Он женился на Мари Фуке в Париже 11 мая 1897 года. У них было трое детей: Жан Жорж-Пико (р. Париж, 26 февраля 1898 года), Элизабет Жорж-Пико (1901–1906) и Сибилла Жорж-Пико. Его внучатая племянница Ольга Жорж-Пико снялась в фильме «День шакала».

## Биография
Получил юридическое образование и стал юристом Апелляционного суда Парижа в 1893 году.  В 1895 году он стал дипломатом, а в 1896 году был прикреплен к Политическому Управлению. Затем он стал секретарем посла в Копенгагене, затем отправился в Пекин. Незадолго до Первой мировой войны был назначен генеральным консулом Франции в Бейруте.
В начале войны он отправился в Каир, где поддерживал хорошие отношения с маронитами Ливана. Весной 1915 года он был отозван в Париж Министерством Европы и иностранных дел в Париже. Как член Французской колониальной партии он был сторонником тех, кто поддерживал французский мандат в Сирии и Ливане в соглашении Сайкса-Пико, желая создать «целостную Сирию» от Александретты в современной Турции до Синая и от Мосула до побережья Средиземного моря. 
Он был назначен Верховным комиссаром в Палестине и Сирии в период с 1917 по 1919 год, полномочным министром в 1919 году, Верховным комиссаром Республики в Болгарии в 1920 году и послом в Аргентине. 
Жорж-Пико приходится двоюродным дедом бывшему французскому президенту Валери Жискару д’Эстену.

## Наследие
Большинство арабских стран рассматривают Пико в крайне негативном свете из-за его роли в руководстве казнями Арабских интеллектуалов в 1916 году и его ключевой роли с Марком Сайксом в соглашении Сайкса-Пико. 
Фейсал считал Пико военным преступником, поскольку Пико писал статьи, разоблачающие арабских националистов. В результате названные люди были казнены. Он также косвенно помог османам во время Геноцида армян, когда вывел французскую армию, оставив армян без защиты. 